# Enrique Hernández
Enrique José Hernández González (San Juan, Puerto Rico, 24 de agosto de 1991) Kike Hernández es un jugador profesional de béisbol puertorriqueño  que juega para Los Angeles Dodgers de las Grandes Ligas (MLB), se desempeña como jugador Utility. 
Anteriormente jugó para los Astros de Houston, Los Angeles Dodgers, Red sox  y los Marlins de Miami.
Su apodo es Kike, a veces deletreado Kiké durante las transmisiones de televisión en inglés para evitar que se confunda con un insulto antisemita que tiene una pronunciación diferente. Ha jugado todas las posiciones excepto el receptor en las ligas mayores, aunque ha pasado la mayor parte del tiempo en los jardines y la segunda base. Los Astros seleccionaron a Hernández en la sexta ronda del Draft de las Grandes Ligas de 2009, y fue convocado a las Grandes Ligas por primera vez en 2014.

## Vida personal
Hernández es el hijo mayor de Enrique Hernández Sr., un cazatalentos de los Piratas de Pittsburgh, y su esposa Mónica González, propietaria de una boutique en Toa Baja, Puerto Rico. Su madre es cubana. Él tiene dos hermanas menores. Comenzó a jugar béisbol a los seis años y participó en torneos internacionales juveniles en Venezuela y República Dominicana.

### Carrera amateur
Hernández asistió a la escuela secundaria en la Academia Militar Americana en Guaynabo, Puerto Rico. Aunque medía 5 pies y 6 pulgadas en su tercer año, creció cinco pulgadas en su último año. Él y el receptor Geovany Soto son los únicos jugadores de la MLB reclutados en la Academia Militar Estadounidense.

## Carrera profesional

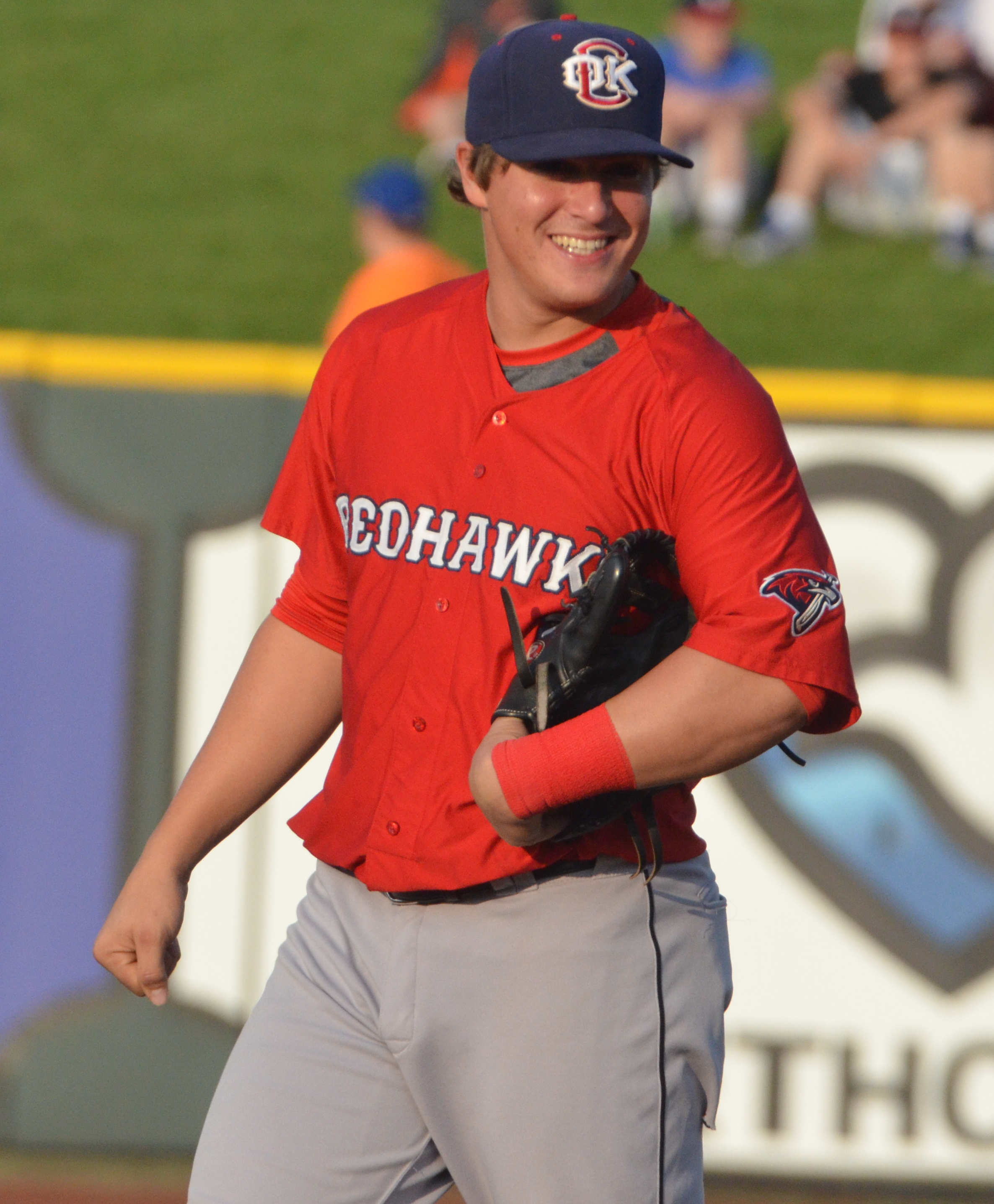
Kike Hernandez en 2014

### Houston Astros
Los Astros de Houston seleccionaron a Hernández en la sexta ronda del Draft de las Grandes Ligas de 2009. Obtuvo un bono de firma de $ 150,000. En 2009, jugó principalmente segunda base y tercera base, y en 2010, jugó exclusivamente segunda base.
Fue llamado a las Grandes Ligas por primera vez el 1 de julio de 2014. Hizo su debut en las Grandes Ligas el mismo día, entrando en un juego contra los Marineros de Seattle como reemplazo defensivo en la séptima entrada y recogiendo dos hits, el primero de ellos. que fue un doble de reglas básicas en su primer turno al bate frente a Dominic Leone de los Marineros. Golpeó su primer jonrón al día siguiente de Chris Young de los Marineros. En 24 juegos, bateó .284 / .348 / .420 para los Astros.

### Miami Marlins
El 31 de julio de 2014, los Astros cambiaron a Hernández, Jarred Cosart y Austin Wates a los Miami Marlins por Jake Marisnick, Colin Moran, Francis Martes y una selección de reclutamiento compensatorio. Jugando para los Marlins el 26 de septiembre de 2014, Hernández golpeó un Grand Slam de novena entrada frente a Craig Stammen de los Nacionales de Washington para su primer Grand Slam de carrera en las ligas mayores. En general, Hernández apareció en 18 juegos para los Marlins y bateó .175 / .267 / .425 (siete hits en 40 al bate).

### Los Angeles Dodgers

#### 2015
El 10 de diciembre de 2014, Hernández fue cambiado a Los Angeles Dodgers junto con Chris Hatcher, Austin Barnes y Andrew Heaney, a cambio de Dan Haren, Dee Gordon, Miguel Rojas y efectivo. Fue asignado a los Dodgers AAA Oklahoma City y l Dodgers de Los Ángeles lo retiraron el 28 de abril de 2015. Fue utilizado en todo el campo, con 20 juegos en la segunda base, 19 en el jardín central, 17 en el jardín izquierdo, 16 en campocorto, 2 en el jardín derecho y uno en tercera base. En agosto, Hernández reemplazó a Joc Pederson como el jardinero central titular principal, aunque se perdió gran parte de septiembre con una tensión en los isquiotibiales. Jugó en 76 juegos para el equipo en 2015, bateando .307 / .346 / .490, con siete jonrones y 22 carreras impulsadas. En 2015 lideró a todos los bateadores de la MLB (60 o más apariciones en el plato) en promedio de bateo contra zurdos, con .423. Durante la temporada, fue conocido por su sentido del humor y por usar un traje de plátano en la caseta durante los juegos en los que no estaba jugando.

#### 2016
En 2016, Hernández fue menos efectivo, bateando solo .190 / .283 / .324 con siete jonrones y 18 carreras impulsadas en 109 juegos. Lo dejaron fuera de la lista para la primera ronda de los playoffs y no tuvo éxito en ocho turnos al bate en la Serie de Campeonato de la Liga Nacional 2016.

#### 2017
En 2017, bateó .215 / .308 / .421 en 297 en bates con 11 jonrones y 37 carreras impulsadas, mientras jugaba al menos una entrada en cada posición, excepto el lanzador o el receptor. En la Serie de División de la Liga Nacional 2017, tuvo un hit, un doble, en tres turnos al bate. En el quinto juego de la Serie de Campeonato de la Liga Nacional 2017, conectó tres jonrones, incluido un Grand Slam, y condujo siete carreras para empatar el récord de más carreras impulsadas en un juego de postemporada, ayudando a enviar a los Dodgers a la Serie Mundial para primera vez desde 1988. En la Serie Mundial, tuvo tres hits en 13 turnos al bate (promedio de .231) ya que los Dodgers perdieron ante los Astros de Houston en siete juegos por trampa

#### 2018
Hernández fue elegible para el arbitraje salarial por primera vez después de la temporada, y en enero de 2018 firmó un contrato por un año, $ 1.6 millones, para 2018
El 25 de julio de 2018, Hernández lanzó un juego por primera vez en su carrera, entrando en la 16a entrada contra los Filis de Filadelfia y recogiendo la derrota después de anotar dos bateadores y abandonar un jonrón de tres carreras. Es el jugador de la primera posición desde Babe Ruth en jugar en el cuadro, en el jardín y ceder 3 carreras o más en el mismo juego. También es el jugador de la primera posición en renunciar a un jonrón sin cita. Para la temporada, bateó .256 / .336 / .470, bateando 21 jonrones y 52 carreras impulsadas. En la postemporada, fue dos de 12 en el NLDS contra los Bravos de Atlanta, uno de 14 en el NLCS contra los Cerveceros de Milwaukee y dos de 15 en la Serie Mundial 2018 contra los Medias Rojas de Boston, con un jonrón.

#### 2019
El 19 de abril de 2019, Hernández se convirtió en el primer jugador en pegar un jonrón ante Josh Hader cuando el conteo fue 0-2. El lanzador de los Cerveceros de Milwaukee había subido 0-2 con 82 bateadores anteriormente y los mantuvo en un promedio de bateo de .049. El 22 de agosto de 2019, Hernández conectó su primer hit de carrera en la victoria por 3-2 del equipo contra los Azulejos de Toronto. Terminaría la temporada bateando .237 con 17 jonrones y 62 carreras impulsadas que alcanzan el récord personal.

#### 2020
Hernández estuvo de acuerdo con los Dodgers en un contrato de un año y $ 5.9 millones, evitando el arbitraje. El 23 de julio de 2020, Hernández condujo cinco carreras en una victoria del Día de apertura 8-1 contra los Gigantes de San Francisco.

### Boston Red Sox
El 2 de febrero de 2021, Hernández firmó un contrato por dos años y $14 millones con los Medias Rojas de Boston.

## Carrera internacional
Hernández jugó para el equipo nacional de béisbol de Puerto Rico en el Clásico Mundial de Béisbol 2017 donde ganó una medalla de plata.
El 29 de octubre de 2018, fue seleccionado para formar parte del equipo MLB All-Star para la Serie MLB Japan All-Star 2018